# 藤原隆介
藤原隆介（ ふじわら　りゅうすけ、1998年2月10日-）は、日本の俳優。ボックスコーポレーション所属。
大分県大分市出身。

## 略歴
大学入学時に、大分から東京へ上京。大学一年時、スカウトされ俳優活動を開始。映画「空の瞳とカタツムリ」で俳優デビュー。デビュー作品では、ピンク映画館に出入りするゲイの青年を演じる。オールアップ当日は、濡れ場のシーンがあり19歳の誕生日でもあった。

## 人物
趣味は、映画鑑賞、読書、食べ歩き、ゲーム、長電話、漫画、サッカー観戦、サウナ。映画「サウナのあるところ」を見て、サウナにはまり、サウナスパ健康アドバイザーの資格を取った。

## 出演

### テレビドラマ
- CRISIS 公安機動捜査隊捜査班[2](2017年4月11日-2017年6月13日）
- 連続テレビ小説「半分、青い。」(2018年6月18日-2018年6月23日、NHK）
- his〜恋するつもりなんてなかったのに(2019年4月29日、メーテル）

- ブラック校則(2019年10月15日-2019年11月26日、NTVシンドラ&Hulu、Hulu版）

### 映画
- 斉木楠雄のΨ難(2017年）
- 先生！ 、、、好きになってもいいですか？(2017年）
- 兄友(2018年）
- ギャングース(2018年）
- 漫画誕生(2019年）-下川凹天　役
- 21世紀の女の子～恋愛乾燥剤～(2019年）
- 空の瞳とカタツムリ(2019年）-大友鏡一　役
- 短編映画「またね」(2019年）-テッシー　役
- ブラック校則(2019年）
- 短編映画「リッちゃん、健ちゃんの夏。」(2020年）
- 短編映画「日本で一番小さな県の一番小さな町で〜legato〜」(2020年）-中村拓海　役

### Webドラマ
- バーチャル恋愛クリップ「好きって言ったらどうする」(2016年10月2日、C CHANNEL)-青山翔太　役
- 短編ドラマ「ロンググットバイ」(2020年3月6日）-中山　役

### バラエティ
- あらすじ名作劇場(2016年12月21日、BS朝日）-三四郎　役
- 痛快TV スカッとジャパン(2017年6月5日、CX)
- バトンタッチSDGsはじめてます(2020年4月20日、BS朝日）